# Paraceto spiralis
Espèce
Paraceto spiralis est une espèce d'araignées aranéomorphes de la famille des Trachelidae.

## Distribution
Cette espèce est endémique du Sichuan en Chine,. Elle se rencontre dans le xian de Shimian vers 1 872 m d'altitude dans la réserve naturelle nationale de Liziping.

## Description
Le mâle holotype mesure 4,70 mm et la femelle paratype 4,40 mm, les mâles mesurent de 4,23 à 4,70 mm.

## Publication originale
- Jin, Yin & Zhang, 2017 : Description of Paraceto gen. n. and a relimitation of the genus Cetonana (Araneae: Trachelidae). Zootaxa, no 4320(2), p. 225-244.